# Бикмеев, Михаил Ахметович
Михаил Ахметович Бикмеев (род. 4 мая 1954, Кашкалаши, Благоварский район, Башкирская АССР) — российский учёный, военный историк, полковник, доктор исторических наук, профессор, действительный член (академик) Академии военных наук Российской Федерации, член союза журналистов Российской Федерации, заслуженный работник образования Республики Башкортостан.

## Биография

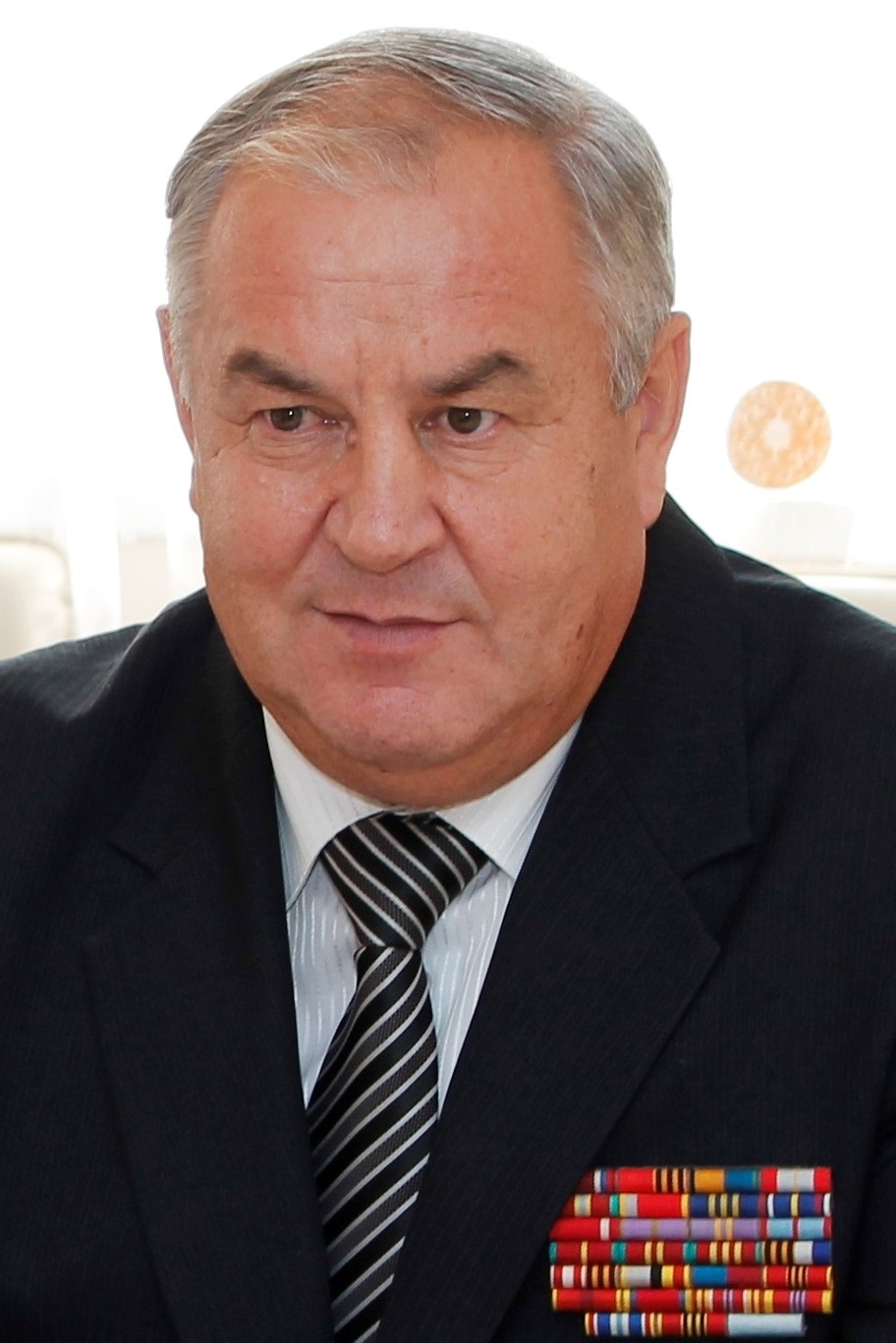

Михаил Ахметович Бикмеев родился 4 мая 1954 года в деревне Кашкалаши, Благоварского района Башкирской АССР. После окончания средней школы, с сентября 1971 по май 1972 года, работал в городе Уфе слесарем-монтажником в СУ № 1 БНЗС (трест Башнефтезаводстрой).
В мае 1972 года через Калининский РВК города Уфы призвался в ряды Советской Армии. В мае 1973 года поступил в Свердловское высшее военно-политическое училище. После его окончания в 1977 году службу проходил в Белорусском военном округе в городе Борисов в должностях заместителя командира учебной роты, заместителя командира танкового батальона, секретаря партийного комитета танкового полка до 1983 года.
С августа 1983 по июль 1986 года учился в Военно-политической академии имени В. И. Ленина. После окончания академии был направлен в Туркестанский военный округ в город Кушка на должность заместителя командира развёрнутого мотострелкового полка по политической части. В 1989 году активно участвовал в выводе войск из Афганистана. В 1990 году был назначен начальником политотдела и заместителем военного комиссара Сырдарьинской области Узбекской АССР. С этой должности в 1992 году уволился в запас.
С мая 1993 по сентябрь 1997 года был учителем истории средней школы № 130 города Уфы. В 1995 году стал учителем истории высшей категории. С сентября 1997 по сентябрь 2003 года являлся старшим преподавателем, а затем доцентом кафедры истории Башкирского государственного педагогического университета. С сентября по ноябрь 2003 года — доцент кафедры социально-гуманитарных дисциплин Башкирского института развития образования. С 2003 по 2019 год — заведующий кафедрой истории и обществознания (БИРО) ИРО РБ — Института развития образования Республики Башкортостан. С 2020 года профессор кафедры педагогики и психологии ИРО РБ.
В 1997 году защитил кандидатскую диссертацию, в 2003 году стал доцентом. В 2004 году защитил докторскую диссертацию и в 2009 году стал профессором. Опубликовал более 300 научных, учебных и учебно-методических работ.

## Научные труды
- Военный вклад Башкортостана в Победу в Великой Отечественной войне 1941—1945 гг. Уфа: Издательство БГПИ, 1997. — 147 с. (8,6 п. л. Тираж 300.)[2]
- История военного комиссариата Республики Башкортостан (К 80-летию образования местных органов военного управления). Уфа: Полиграфкомбинат, 1998. — 128 с. (8 п. л. Тираж 300.)
- Башкортостан — кузница офицерских кадров. Страницы военной истории республики. Уфа: Полиграфкомбинат, 1998. — 124 с. (7,5 п. л. Тираж 1000.)
- Советско-финляндская война 1939—1940. Факты, события и безвозвратные потери Башкортостана. Уфа: Полиграфкомбинат, 1999. — 211 с. (12,3 п. л. Тираж 1000.)[3]
- История уфимского пехотного училища. Уфа: Полиграфкомбинат, 1999. — 112 с. (6,51 п. л. Тираж 1000.)[4]
- Башкортостан в годы Второй мировой войны 1939—1945 гг. Уфа: Полиграфкомбинат, 2000. — 350 с. (22 п. л. Тираж 3000.)[5]
- Дивизии Башкортостана на фронтах Великой Отечественной войны. Уфа: Издательство БИРО, 2005. — 88 с. (5,5 п. л. Тираж 500.)[6]
- Исторический опыт военно-организационной и мобилизационной работы Башкирской АССР периода Второй мировой войны. Уфа: Издательство БИРО, 2005. — 247 с. (15,5 п. л. Тираж 1000.)[7]
- Роль учебных заведений, оборонных обществ и спортивных организаций Башкирской АССР в подготовке резервов для Вооружённых сил СССР в 1939—1945 гг. Уфа: РИЦ Баш ИФК, 2009. — 120 с. (7,5 п. л. Тираж 1000.) (соавтор)[8]
- Вклад Республики Башкортостан в развитие Военно-морского флота России. Уфа: Дизайн Полиграф — Сервис, 2008. — 128 с. (7,44 п. л. Тираж 1000.)[9]
- Военные комиссары Башкортостана. Уфа: Издательство Инеш, 2013. — 120 с. (7,4 п. л. Тираж 300.)[10]
- Артиллерийские полки Башкортостана на фронтах Великой Отечественной войны 1941—1945. Уфа: Издательство ИРО РБ, 2015. — 82 с. (5,2 п. л. Тираж 300.)[11]
- 100 лет на службе Отечеству. Люди, время и события. Краткая история военного комиссариата Башкортостана, его роль и место в Вооружённых силах страны и в республике. Уфа: Издательство Белая река, 2018. — 464 с. (58 п. л. Тираж 500.)
- Башкортостан в горниле Великой Отечественной войны 1941—1945 годов. Воинские формирования Башкортостана. Уфа: Китап, 2020. — 240 с. (30,50 п. л. Тираж 2000.)[12]
- Легендарная 16-я (112-я) гвардейская башкирская кавалерийская дивизия. История создания и боевые действия на фронте. Уфа: Китап, 2020. — 136 с. (11, 05 п. л. Тираж 1000.)[13]
- Легендарная 16-я (112-я) гвардейская башкирская кавалерийская дивизия. Сборник документов и материалов. Уфа: Издательство БИРО, 2005. — 192 с. (12,2 п. л. Тираж 150.)
- Календарь памятных дат и событий военной истории Башкортостана. Уфа: Китап, 2010. — 168 с. (9,7 п. л. Тираж 9000.)

Разделы в капитальных коллективных научных трудах
- БАССР в годы Второй мировой и Великой Отечественной войны // Историко-культурный энциклопедический атлас Республики Башкортостан. — М.: ИПЦ «Дизайн». Информация. Картография, 2007. — С. 326—331.
- История создания и развития военного комиссариата Республики Башкортостан // 90 лет на службе Отечеству. Военный комиссариат Республики Башкортостан. — Уфа: «Белая река», 2007. — С. 23-32.
- Участие башкирского народа в Великой Отечественной войне 1941—1945 гг. // История башкирского народа. В7 т./Т.6. М.: Восточная литература, 2011. С 18-44.

## Учебные и учебно-методические пособия
- Школьные музеи Башкортостана, их задачи, роль и значение в совершенствовании образовательной системы республики. — Уфа: Издательство БИРО, 2006. — 83 с.[14]
- Всероссийская перепись населения 2010 года: Информационные материалы и методические рекомендации для учителей истории, обществознания, географии и классных руководителей. — Уфа: Издательство БИРО, 2009. — 43 с.
- Примерная программа по предмету «История» для общеобразовательных учреждений Республики Башкортостан (региональный компонент). 5-9 классы. / М. А. Бикмеев. — Уфа: Китап, 2013. — 184 с.
- Изучение темы «Великая Отечественная война» в общеобразовательных учреждениях Республики Башкортостан: Методические рекомендации. — Уфа: ИРО РБ. — 44 с.
- Примерная программа по учебному курсу «Основы духовно-нравственной культуры народов России» для образовательных учреждений Республики Башкортостан. 5-9 классы. — Уфа: ИРО РБ, 2018. — 60 с.[15]
- Основы духовно-нравственной культуры народов России. 5 класс: учебное пособие для учащихся общеобразовательных организаций Республики Башкортостан / М. А. Бикмеев. — Уфа: Китап, 2021. — 96 с.
- Основы духовно-нравственной культуры народов России. 6 класс: учебное пособие для учащихся общеобразовательных организаций Республики Башкортостан / М. А. Бикмеев. — Уфа: Китап, 2021. — 104 с.
- Основы духовно-нравственной культуры народов России. 7 класс: учебное пособие для учащихся общеобразовательных организаций Республики Башкортостан / М. А. Бикмеев. — Уфа: Китап, 2021. — 120 с.
- Основы духовно-нравственной культуры народов России. 8 класс: учебное пособие для учащихся общеобразовательных организаций Республики Башкортостан / М. А. Бикмеев. — Уфа: Китап, 2021. — 104 с.
- Основы духовно-нравственной культуры народов России. 9 класс: учебное пособие для учащихся общеобразовательных организаций Республики Башкортостан / М. А. Бикмеев. — Уфа: Китап, 2021. — 128 с.

## Награды
Государственные:
- Медаль Г. К. Жукова. № 0095145 (2004).
- Орден Салавата Юлаева. № 0439 (2019)
- Заслуженный работник образования Республики Башкортостан (2014).
- Благодарность Верховного Главнокомандующего Российской Федерации В. В. Путина (22.02.2002)
- Медаль «Патриот России» (Государственный военный историко-культурный центр при правительстве РФ (2014)
- Благодарность Председателя государственного собрания-курултая Республики Башкортостан (№ 83-р 2017)

Ведомственные:
- Орден «Дмитрия Донского III ст.» (Патриарх московский и всея Руси. № 80. 2007)
- Медаль «За заслуги в проведении Всероссийской переписи населения» (2012. Федеральная служба государственной статистики)
- Медаль «Генерал армии Маргелов» (Командующий ВДВ. 2007).
- Почётный знак «За самоотверженный ратный труд в ТУРКВО». (1987)
- Почётный знак «Отличник образования Республики Башкортостан» (Министерство образования РБ. 2006)
- Благодарственное письмо. Министерства образования Республики Башкортостан. (2016.)
- Благодарственное письмо. Издательская группа «Дрофа» — «ВЕНТАНА-ГРАФ» — «Астрель». (2016.)
- Благодарственное письмо. Министра образования Республики Башкортостан (2017)
- Благодарственное письмо. Корпорации «Российский учебник» (2018)

Общественные:
- Орден «Михайло Ломоносов» (2014. Академия русской символики «Марс»)
- Орден «Доблести» (2017. Российский комитет ветеранов)
- Медаль «За офицерскую доблесть III степени» (2012.Ассоциация «Мегапир»)
- Медаль «За труды в просвещении» (2010. Комиссия по общественным медалям и памятным знакам)
- Медаль «Подвижнику просвещения» (2012. Общество «Знание» России)
- Почётный золотой знак «Академия военных наук» 2011)
- Почетный знак РКВВС. (2005. Комитет ветеранов войны и военной службы РФ)
- Премия имени А. А. Свечина 1-й степени (Академия военных наук РФ. 2020).
- Почётная грамота. (2017. Академия военных наук РФ)
- Благодарственная грамота Общества «Знание» России (2013)
- Благодарственное письмо Правления Общества «Знание» Республики Башкортостан (2014)
- Благодарственное письмо. Исполнительный комитет «Всемирного курултая (Конгресса) башкир». (2021)

Иностранные:
- Медаль «От благодарного Афганского народа» 1990 г. (За активное участие в выводе советских войск из Афганистана.)